# Promeces testaceipennis
Promeces testaceipennis är en skalbaggsart som först beskrevs av Aurivillius 1915.  Promeces testaceipennis ingår i släktet Promeces och familjen långhorningar. Inga underarter finns listade i Catalogue of Life.